# بزرگ‌هاگ

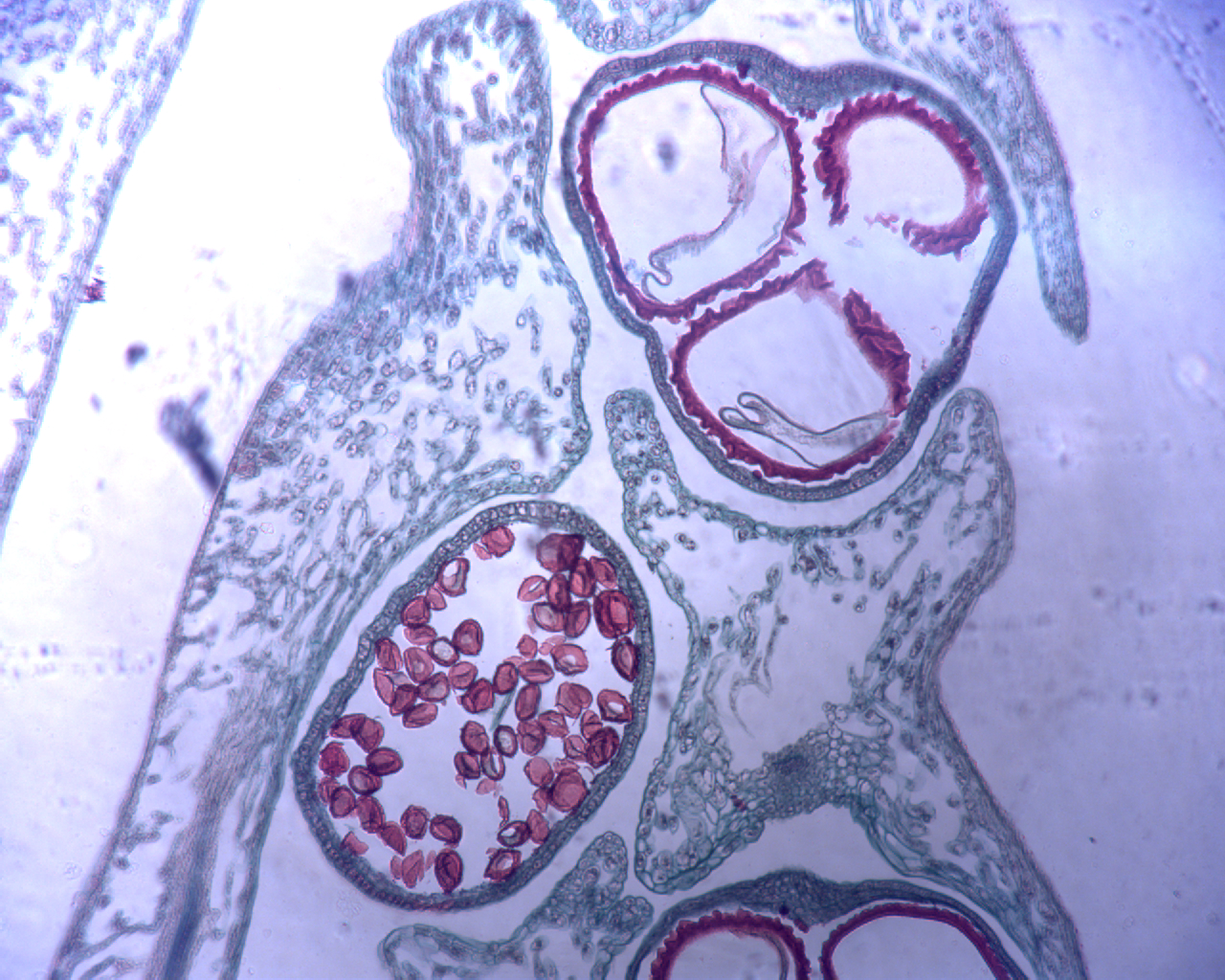
.

بُزُرگ‌هاگ یا درشت‌هاگ یا مگاسپور (انگلیسی: Megaspore) نوعی از هاگ است که در گیاهان ناجورهاگ وجود دارد. این گیاهان دارای دو نوع هاگ، بزرگ‌هاگ و کوچک‌هاگ هستند. به‌طور کلی، بزرگ‌هاگ به یک گامتوفیت ماده جوانه می‌زند که سلول‌های تخمک را تولید می‌کند. اینها توسط گرده تولید شده توسط گامتوفیت نر حاصل از ریزهاگ بارور می‌شوند. گیاهان ناجورهاگ (هتروسپور) شامل گیاهان دانه‌ای (بازدانگان و گیاهان گلدار)، سرخس‌آبی‌سانان، علف خوک و شهپرعلفیان می‌شود.
یکی از یاخته‌های پارانشیم خورش به نام یاخته مادر بزرگ‌هاگ که دودسته (دیپلوئید) است با تقسیم میوز چهار بزرگ‌هاگ تک‌دسته (هاپلوئید) را به وجود می‌آورد. سه تا از این سلول‌ها از بین رفته، بزرگ‌هاگ باقی مانده سه میتوز پیاپی انجام داده به این ترتیب هشت هسته هاپلوئید ایجاد می‌شود. هر هسته به یک سلول تکامل می‌یابد. به این ترتیب کیسه رویانی که گامتوفیت ماده است درون تخمک تشکیل می‌شود.